# Santa Fe (Darién)
Santa Fe es un corregimiento del distrito de Santa Fe en la provincia de Darién, Panamá. Se encuentra a unos 200 kilómetros al este de la Ciudad de Panamá, en la Carretera Interamericana. Tiene una población de 6.923 habitantes.
Cuenta con un hospital y se puede acceder al pueblo vía autobús desde la capital.